# Manuel Lora-Tamayo
Manuel Lora-Tamayo Martín (Jerez de la Frontera, Cádiz, 26 de enero de 1904-Madrid, 22 de agosto de 2002) fue un científico y político español, ministro de Educación (1962-1968) y presidente del Consejo Superior de Investigaciones Científicas (1967-1971). 

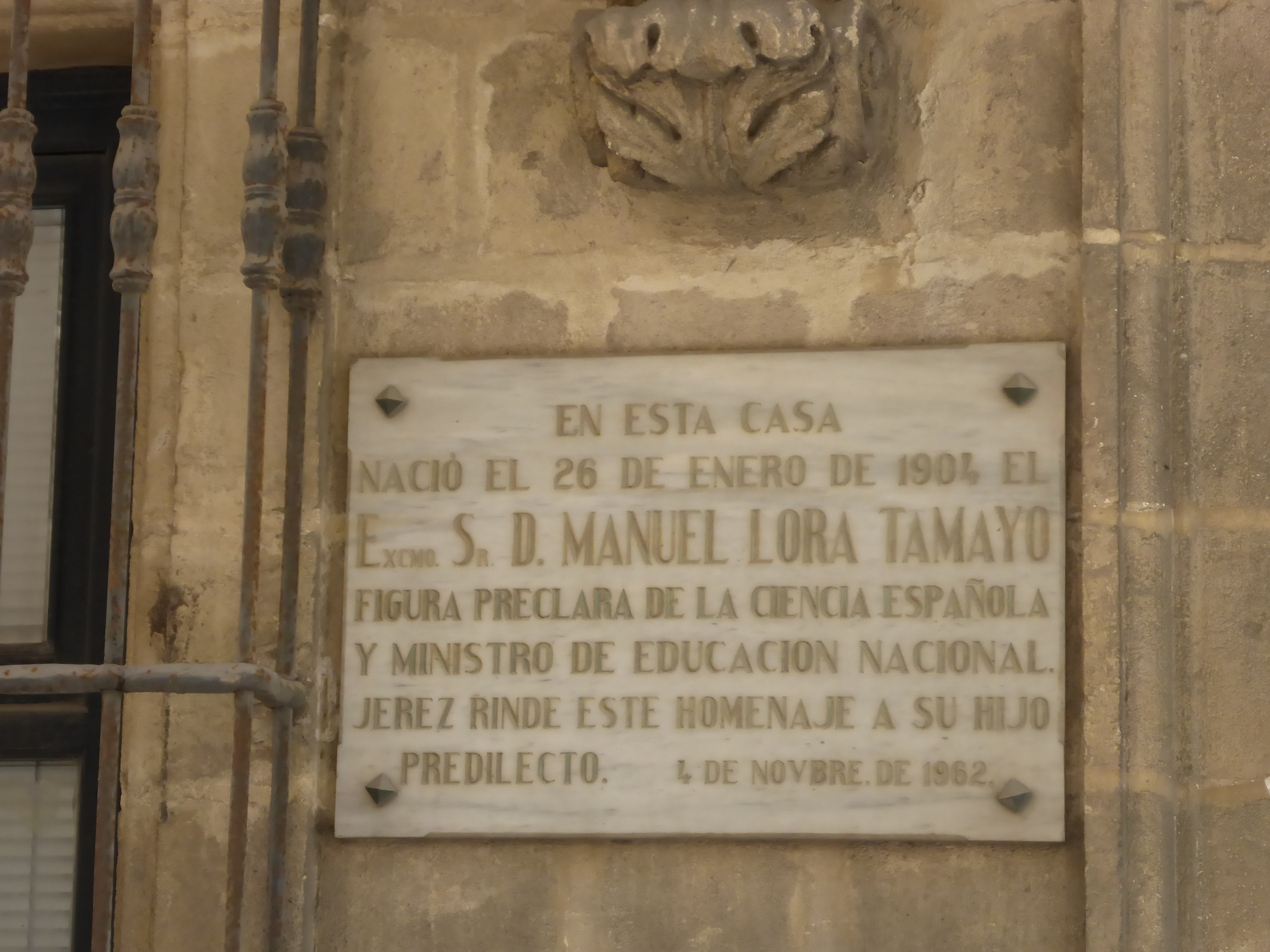
Placa en su casa natal

## Formación y carrera investigadora
Se doctoró en Ciencias Químicas en la Universidad Central con una tesis titulada Aplicaciones analíticas de una reacción de las sales de cobre (1930) y en Farmacia (1933). Como pensionado de la Junta para Ampliación de Estudios trabajó en el Instituto de Química Biológica de la Facultad de Medicina de Estrasburgo.

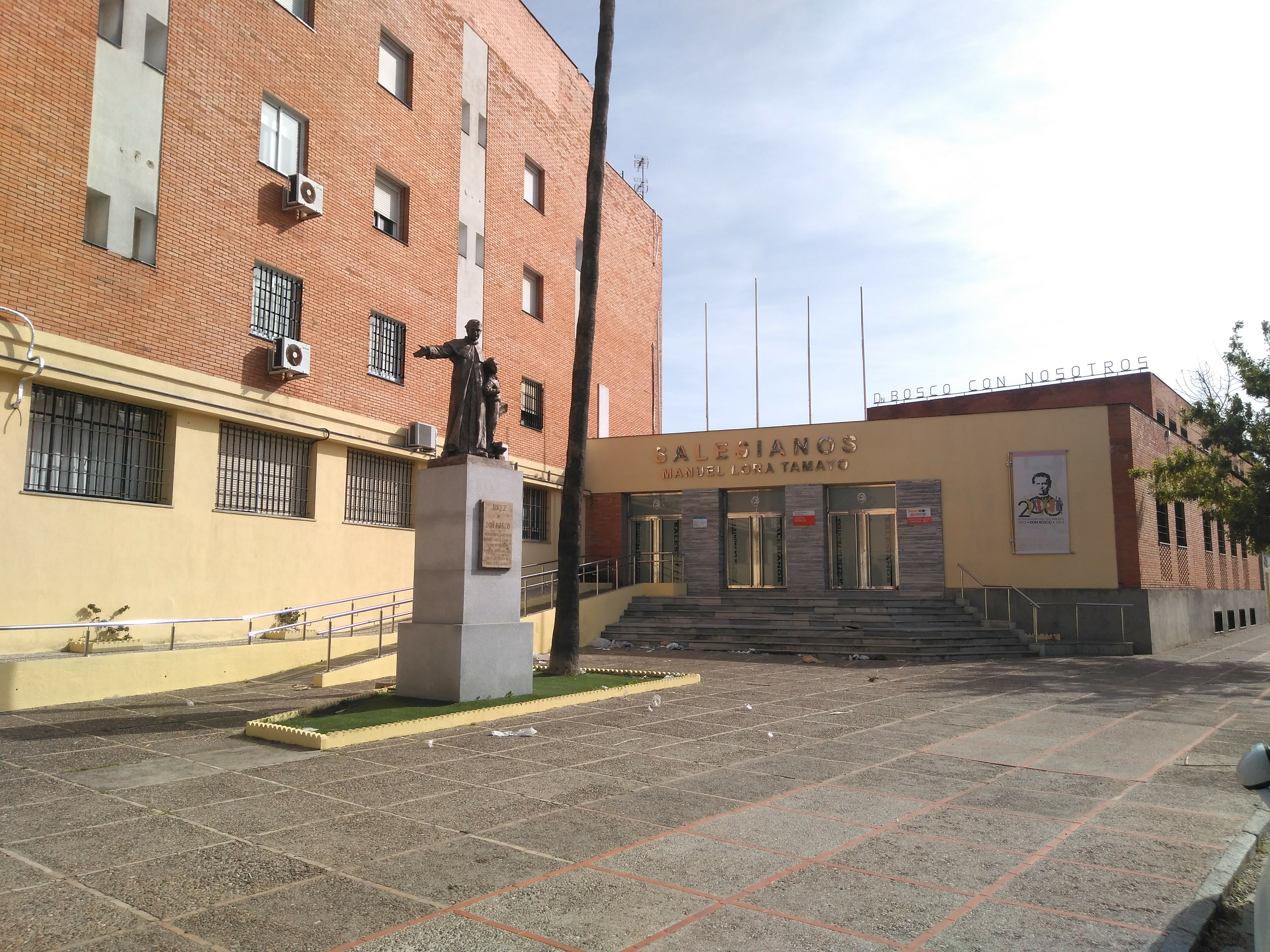
Colegio en su memoria

En mayo de 1933 obtuvo la cátedra de Química Orgánica que desempeñó sucesivamente en Cádiz (1933), Sevilla (1935) y Madrid (1942). Ocupó también el puesto de vicerrector en la Universidad de Sevilla (1942) y la Universidad de Madrid (1945).
Autor de un elevado número de publicaciones científicas [cita requerida], especialmente sobre constitución del azúcar de la sangre o potenciales antituberculosos.
El papa Pablo VI le nombró miembro de la Pontificia Academia de las Ciencias (1964-2002). Fue presidente de la Real Academia de Ciencias Exactas, Físicas y Naturales (1970-1985).

## Trayectoria política
Manuel Lora Tamayo colaboró en la fundación del Consejo Superior de Investigaciones Científicas (1939) con José Ibáñez Martín y José María Albareda. En el nuevo organismo fue secretario del patronato Juan de la Cierva de Investigación Aplicada.  
En la década de los cincuenta tuvo también responsabilidades en las principales instituciones españolas dedicadas a la investigación: fue vocal de la Junta de Energía Nuclear (1951) y presidente de la recién creada Comisión Asesora de Investigación Científica y Técnica (1958). 
Destacado investigador en el campo de la Química Orgánica, su prestigio académico y su capacidad organizadora le abrieron la puerta de un ministerio formando parte del IX Gobierno nacional de España (1962-1965) durante la dictadura franquista, que hasta mayo de 1966 se denominó de Educación Nacional, y que a partir de esa fecha se llamó Ministerio de Educación y Ciencia.
Durante su gestión estimuló la investigación, reordenó las Escuelas Técnicas Superiores y creó la figura universitaria de los departamentos y del profesor agregado, buscando mejorar cualitativa y cuantitativamente el oficio universitario. También empezó a elaborar una nueva ley de universidades. Sin embargo la agitación estudiantil de la época, complicó severamente su cometido ministerial. La dificultad de lidiar entre intereses enfrentados como los de los estudiantes y profesores contestatarios, el celo autonomista de las universidades y las exigencias del preocupado ministro de la Gobernación, Camilo Alonso Vega, encargado del orden público, acabó motivando su dimisión. Fue el tercer ministro de Franco, tras José Larraz y José Enrique Varela, en recurrir a este gesto tan poco usual. 
Posteriormente ocupó diversos puestos en instituciones científicas: fue el segundo presidente del CSIC (1967-1971), fue presidente del Instituto de España (1972-1978) y de la Real Academia de Ciencias Exactas, Físicas y Naturales (1970-1985). Fue miembro del Consejo del Reino (1972), institución de la que llegó a ocupar su vicepresidencia (1974), y procurador en Cortes entre 1962 y 1975.

## Reconocimientos

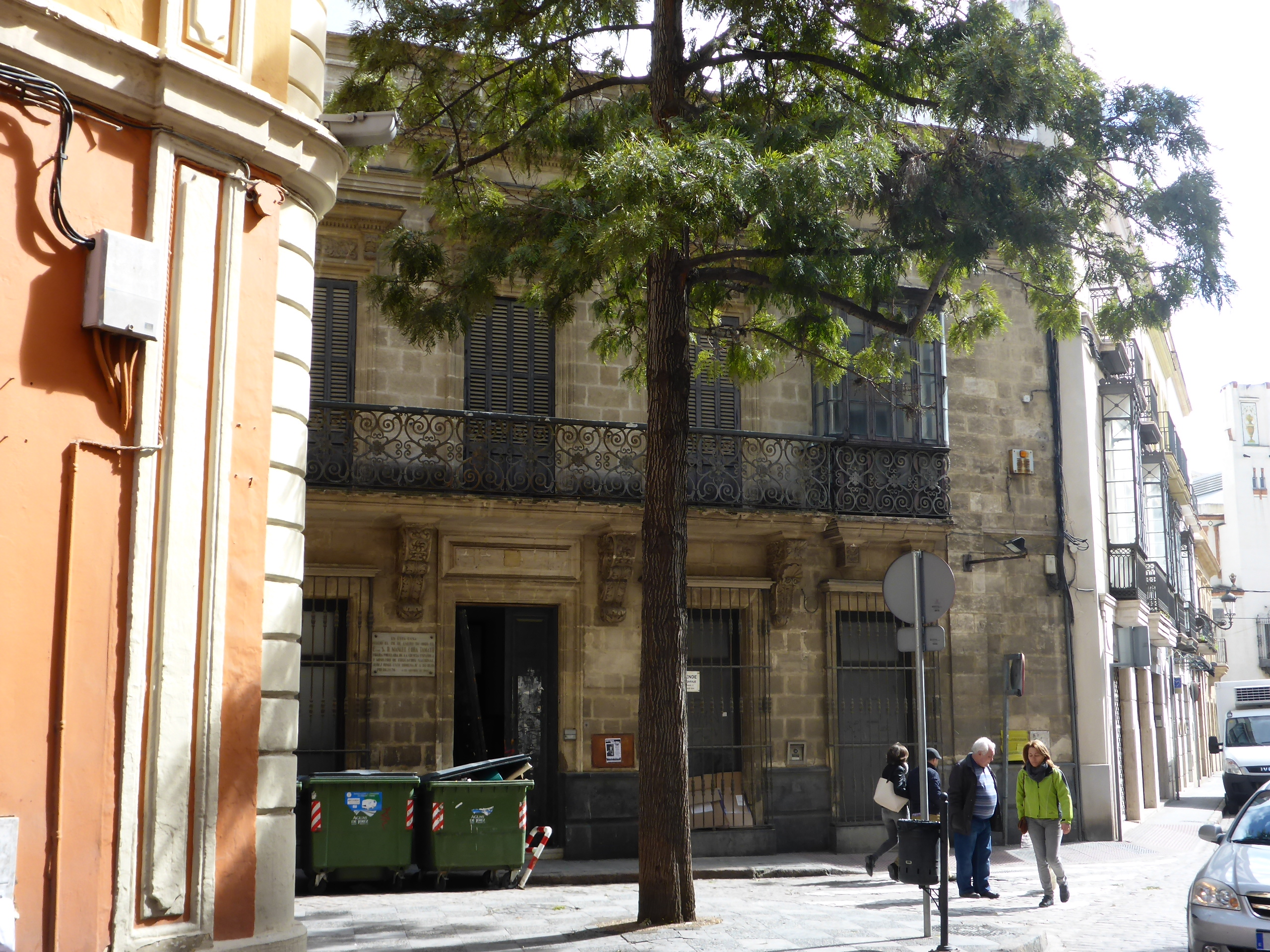
Casa natal

El Centro de Química Orgánica del CSIC lleva su nombre.
Fue nombrado hijo predilecto en su ciudad natal, Jerez de la Frontera, donde además existe un centro educativo concertado con su nombre.
Estaba en posesión de las principales condecoraciones españolas y de varias extranjeras (Gran Cruz de Instrucción Pública de Portugal, del Mérito Civil de Alemania, de San Gregorio de la Santa Sede y la de Gran Oficial de la Orden Nacional del Mérito de Francia).
Doctor honoris causa por la Universidad de París (1961), el Instituto Químico de Sarriá (1981) y la UNED (1998).